# Очерк
Очерк (от руски очеркивать) - жанр в литературата. Систематичното място на очерка е между белетристиката и  публицистиката. Основава се на действителни събития, прояви и личности, отличава се с въздействен език и чувство за актуалност.
Художественият компонент в очерка не променя фактическото съдържание, а има за цел композиционно да обедини отделните епизоди и сюжетно да ги осмисли. При изпълнението на тези две задачи писателят използва метода на дотворяването.
Съществуват множество жанрови разновидности на очерка, но три са основните групи:
1. художестевен очерк при описание на културно-обществени събития или занимателни природни явления;
2. фактографически очерк за технически постижения и открития;
3. исторически очерк за събития от миналото включително и портретни скици на герои.

Многобройни са майсторите на очерка. В западноевропейската литература такива са Волтер, Балзак, Сент-Екзюпери и др.
В руската – Максим Горки, Иван Тургенев.
В България началото на очерка поставят Любен Каравелов и Христо Ботев. След Освобождението в този жанр творят Иван Вазов, Захари Стоянов, Алеко Константинов, Константин Величков, Николай Хайтов, Богомил Райнов.